# 椭蕾玉兰
椭蕾玉兰（学名：Magnolia elliptigemmata）是木兰科木兰属的植物，是中国的特有植物。分布于中国大陆的湖北等地，生长于海拔700米的地区，一般生长在林地，目前尚未由人工引种栽培。